# Okamejei pita
Okamejei pita е вид хрущялна риба от семейство Морски лисици (Rajidae). Видът е критично застрашен от изчезване.

## Разпространение
Разпространен е в Ирак.